# Prez (Ardennes)
Prez is een gemeente in het Franse departement Ardennes in de regio Grand Est en telt 131 inwoners (2021). De plaats maakt deel uit van het arrondissement Charleville-Mézières.

## Geschiedenis
In 1973 ging de gemeente La Cerleau in een fusion associée op in de gemeente Prez. Naast Prez bestaat de gemeente ook uit de plaatsen La Cerleau, Les Andignys & Le Maipas.

## Geografie
De oppervlakte van Prez bedraagt 13,1 km², de bevolkingsdichtheid is 8,5 inwoners per km².
De onderstaande kaart toont de ligging van Prez (Ardennes) met de belangrijkste infrastructuur en aangrenzende gemeenten.

## Demografie
Onderstaande figuur toont het verloop van het inwonertal (bron: INSEE-tellingen).

Vanwege een beveiligingsprobleem met de MediaWiki Graph-software is het momenteel niet mogelijk deze grafiek weer te geven. Zodra de software is bijgewerkt zal de grafiek vanzelf weer zichtbaar worden.

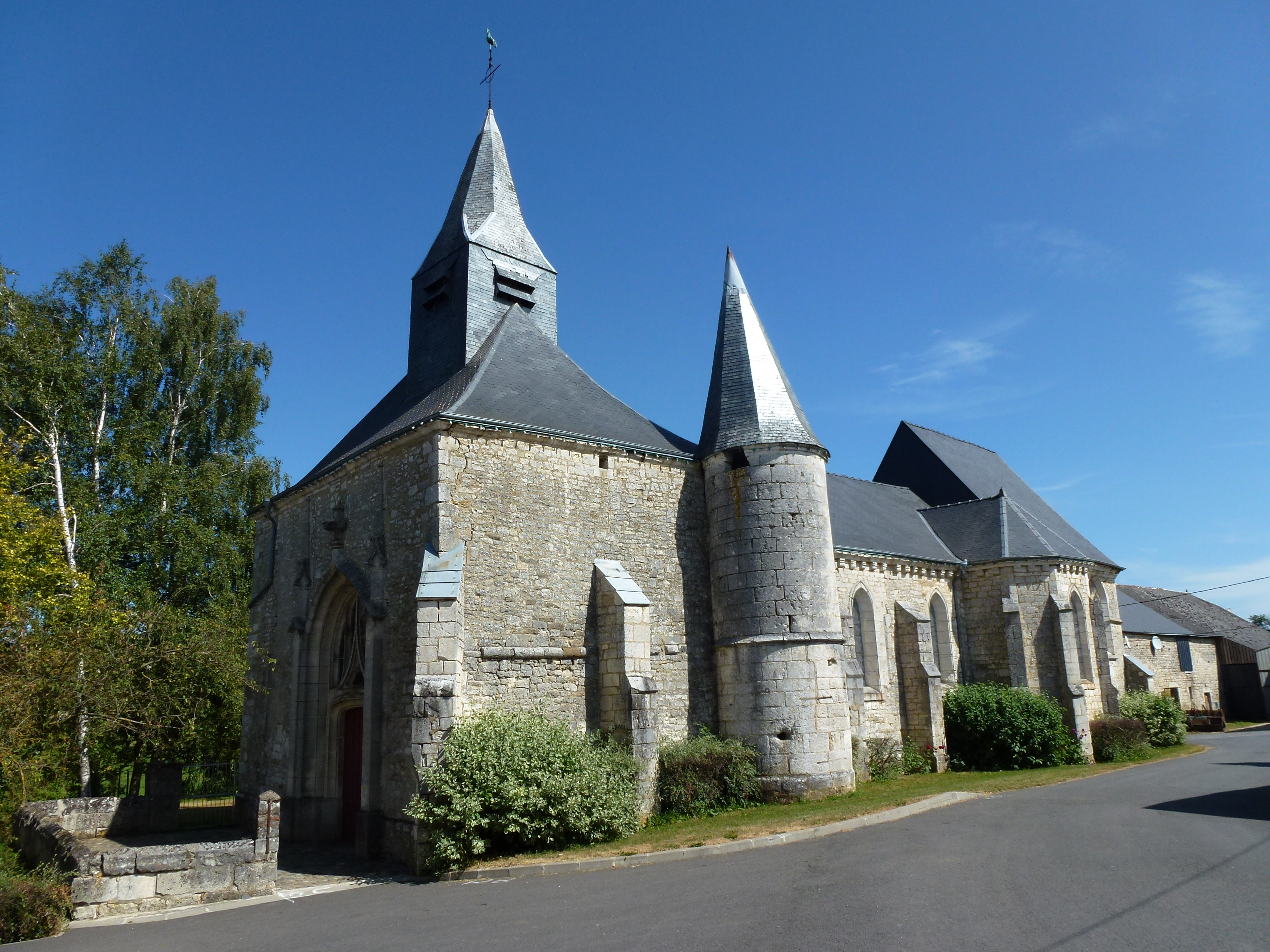
Kerk Saint-Martin van Prez
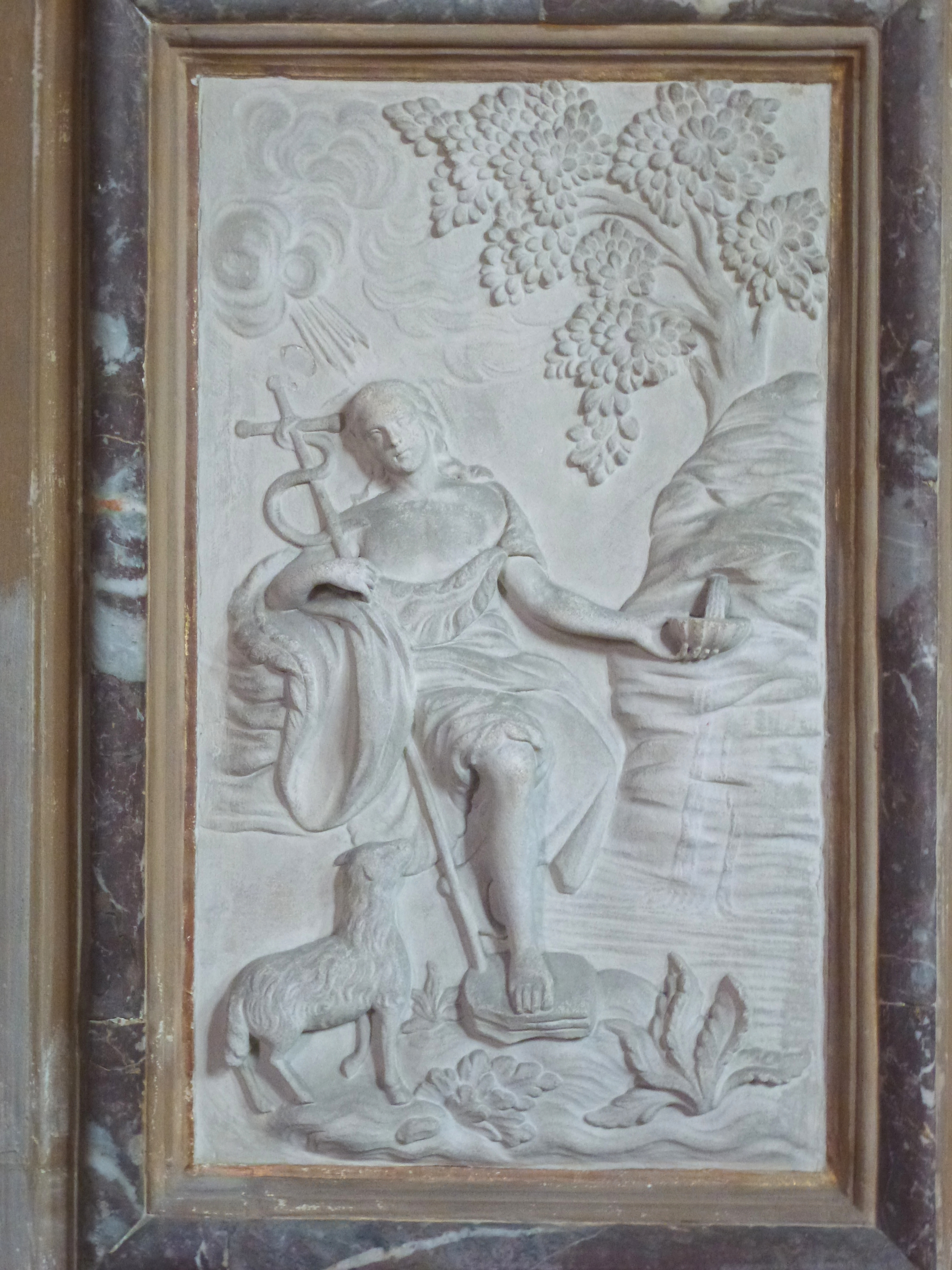
Lambrisering kerk van Prez, een van de 16 reliefs
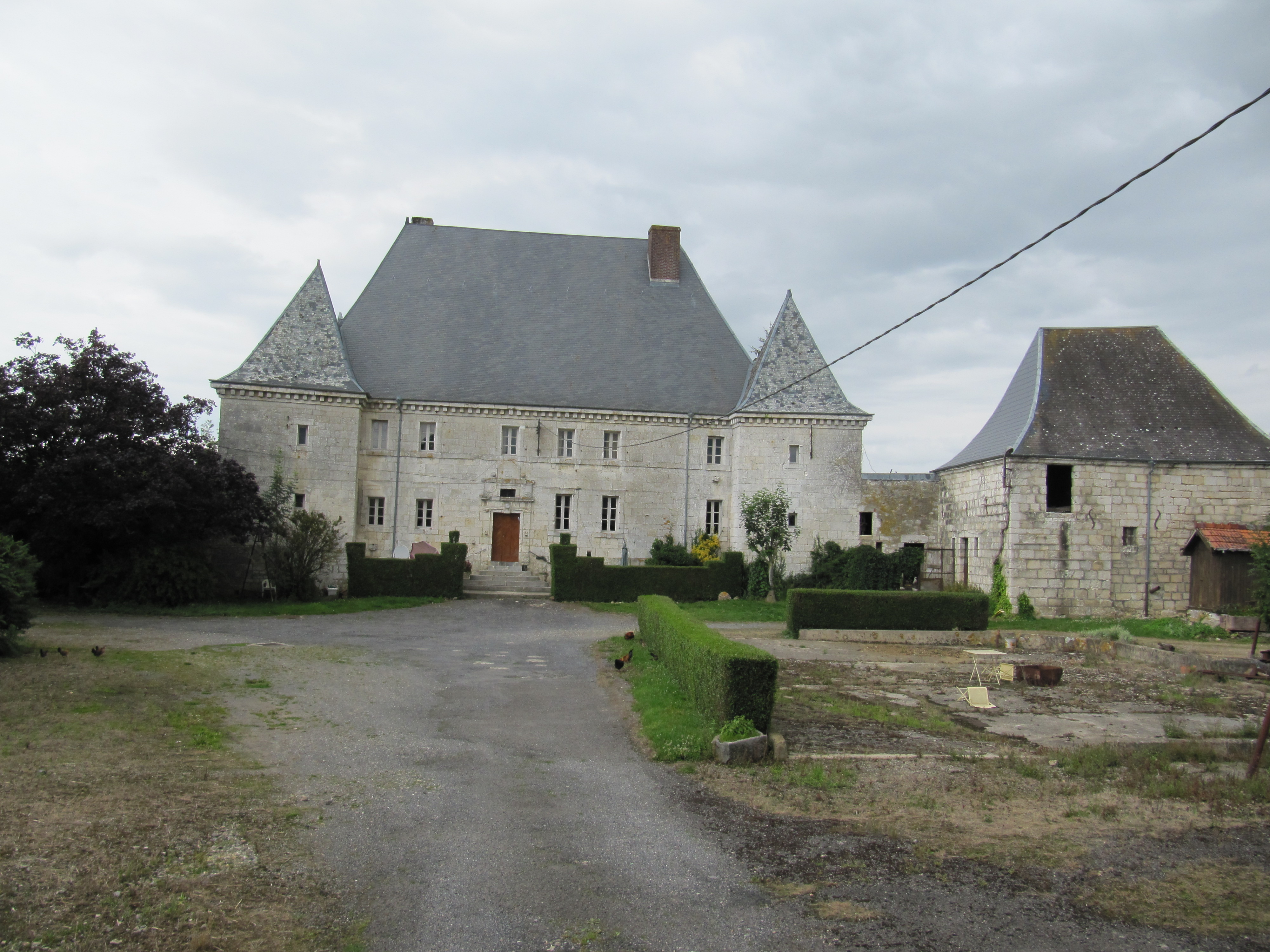
Boerderij van Le Maipas